# Sleazy (chanson)
Pour les articles homonymes, voir Sleazy.
Pistes de Cannibal
We R Who We R
(2) Blow
(4)
Sleazy est une chanson par la chanteuse américaine Kesha, extraite de son premier extended play (EP), Cannibal sorti le 29 octobre 2010. La chanson a été écrite par Kesha, Lukasz "Dr Luke" Gottwald, Benjamin Levin, Shondrae "Bangladesh" Crawford et Klas Åhlund, et produite par Bangladesh, Dr Luke et Levin. Plus tard, la chanson a été ré-enregistrée en collaboration avec le rappeur André 3000 et sortie de nouveau. La réception critique de la chanson a été généralement positive, celle-ci a souvent été comparée à d'autres chanson de diverses artistes telles que Jennifer Lopez, Gwen Stefani et Lil Wayne. "Sleazy" est entré en même temps dans les classements Canadiens et Américains, à la 46e place et à la 51e place.

## Développement
Sleazy a été écrite par Kesha ainsi que par Lukasz Gottwald, Benjamin Levin, Shondrae Crawford et Klas Åhlund pour le premier extended play (EP) de Kesha, Cannibal (2010). La chanson a aussi été produite par Bangladesh, Dr. Luke et Benny Blanco avec l'ingénierie réalisée par Emily Wright, Sam Holland, Chris « TEK » O'Ryan et Chris Holmes . La chanson est sortie le 29 octobre 2010 en téléchargement légal . La chanson a également été publiée en tant que face B du single We R Who We R au Royaume-Uni. Alors qu'il travaillait sur l'album, Kesha a demandé l'aide du producteur Bangladesh. Il a expliqué que Kesha a choisi de l'inclure dans le projet parce qu'elle voulait ajouter un durcissement de bord à sa musique : « Elle dit qu'elle voudrait être plus gangster » .

## Clip
Le clip pour la chanson a été réalisé par Nicholaus Goossen et est sorti le 27 janvier 2012. Le directeur a enrôlé certains acteurs pour la vidéo ainsi que certains des amis de Kesha. Un drag queen effectue les versets de Wiz, pendant que l'acteur de Napoleon Dynamite, Efren Ramirez rappe sur les versets d'André et, enfin, un homme âgé peut être vu en train de jouer aux échecs tout en rappant sur le verset de T.I. Kesha ainsi que tous les autres artistes apparents en caméo sur la vidéo de la version remix sont pendant un court laps de temps, vus sur des écrans de télévision, qui sont ensuite écrasées par un homme coiffé d'un bandana. Jessica Sager de PopCrush a écrit que, même avec l'absence de Kesha dans la vidéo, celle-ci était encore dans son style, disant : « Même sans Kesha, la vidéo du remix est encore … tout a fait, Kesha ». Rap-Up magazine a écrit que la vidéo est comique et tout à fait inattendue.

## Listes des pistes
UK Digital EP
1. "We R Who We R"  – 3:24
2. "Sleazy"  – 3:25
3. "Animal" (Dave Audé Remix)  – 4:37
4. "Animal" (Billboard Remix)  – 4:15

Téléchargement Digital (The Remix)
1. "The Sleazy Remix" (featuring André 3000) – 3:48

## Credits et personnel
- Écriture – Kesha Sebert, Lukasz Gottwald, Benjamin Levin, Shondrae Crawford, Klas Åhlund
- Production – Bangladesh, Dr. Luke, Benny Blanco
- Instruments et programmation – Bangladesh, Dr. Luke, Benny Blanco
- Voix second plan – Rani Hancock, Dr. Luke, Sam Holland, Benny Blanco, Emily Wright
- Ingénieurs – Emily Wright, Sam Holland, Chris "TEK" O'Ryan, Chris Holmes

## Classements
| Classement (2010)    | Meilleure position |
| -------------------- | ------------------ |
| Canada (Hot 100)     | 46                 |
| États-Unis (Hot 100) | 51                 |